# Музей медицины блокадного Ленинграда

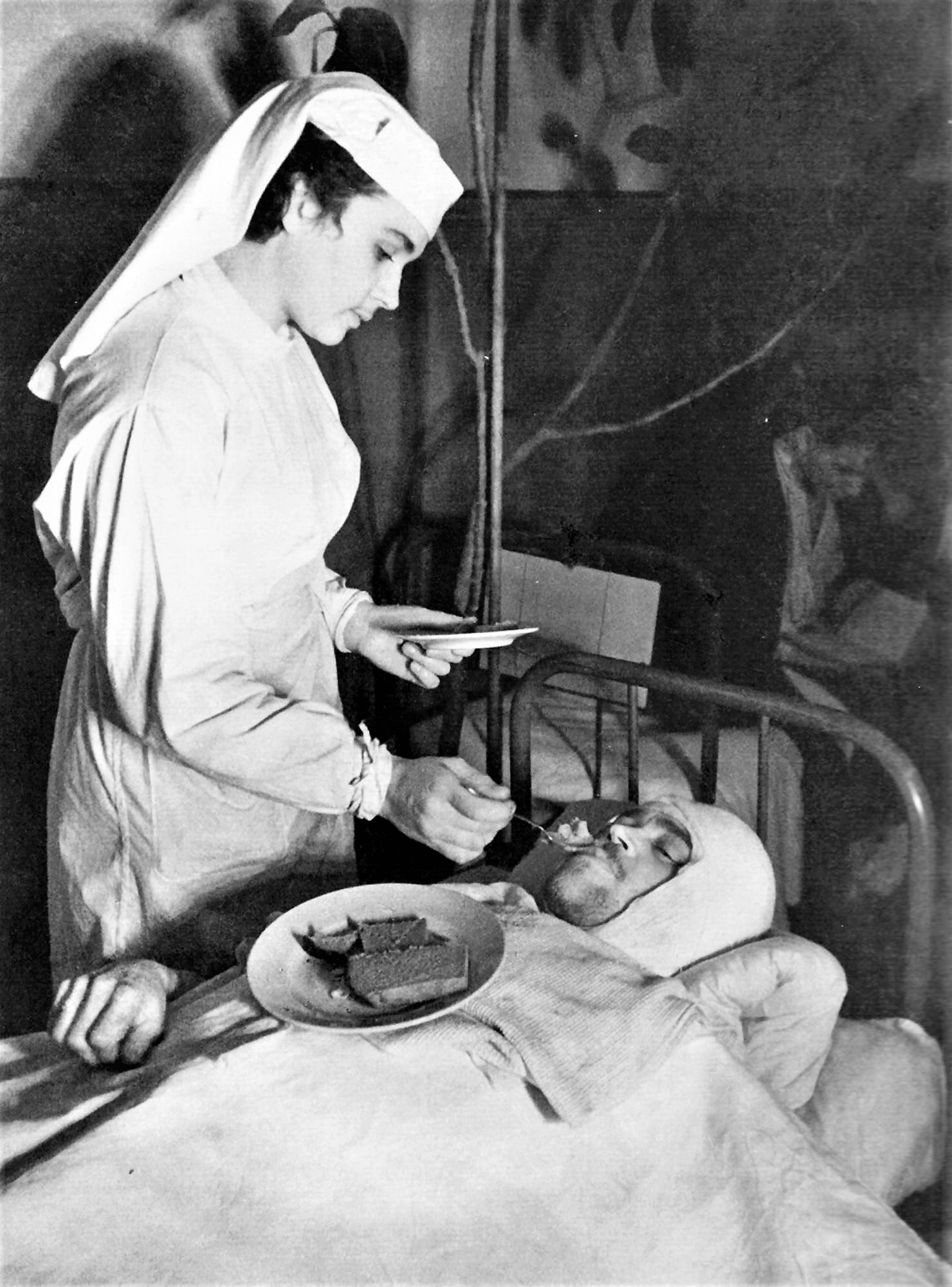
Ленинград. Госпиталь.

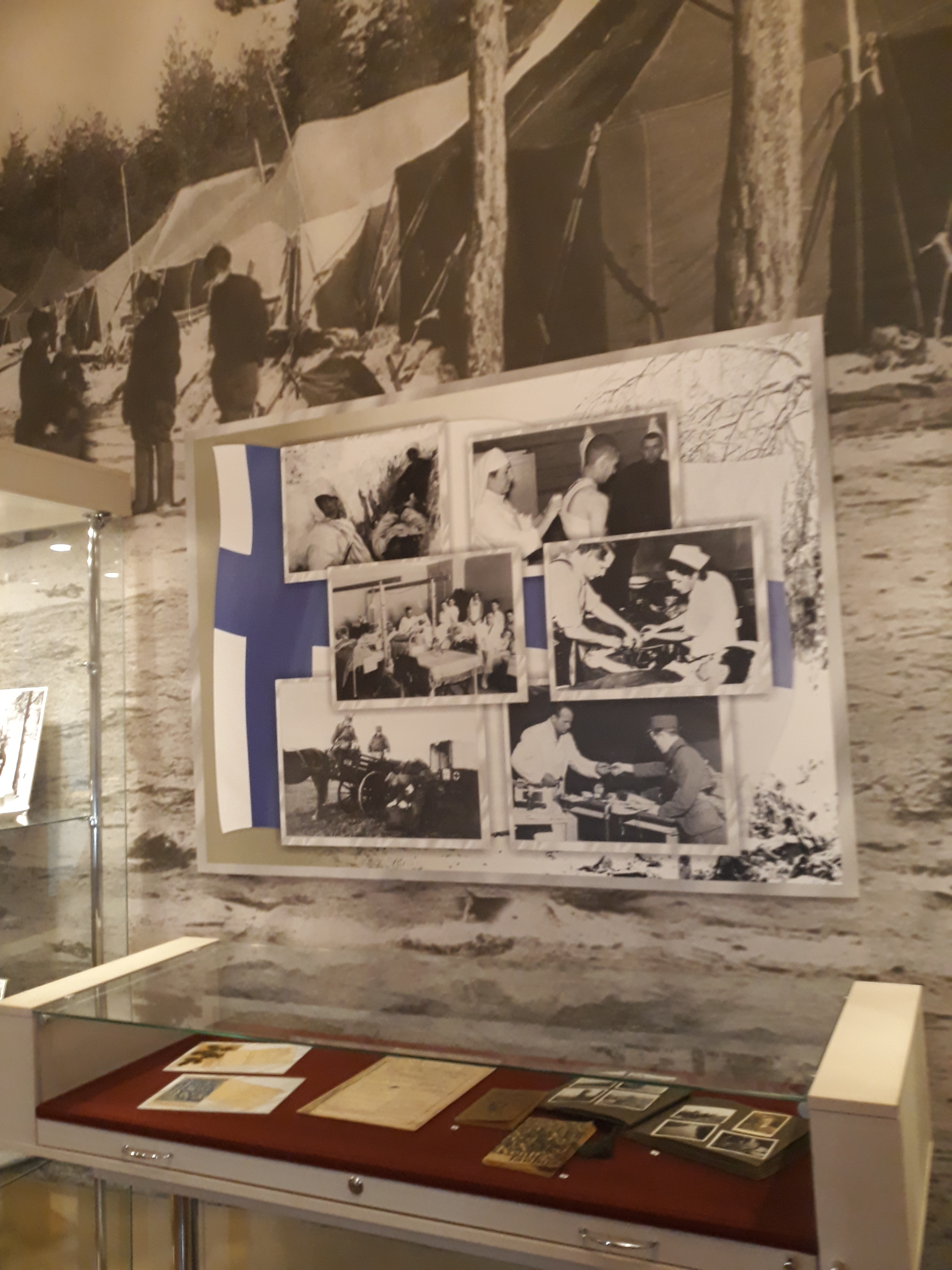
Выставка в Военно-медицинском музее Санкт-Петербурга.

Музе́й медици́ны блока́дного Ленингра́да — архивные материалы: документы, фотографии, экспонаты военного времени и другие о медиках, работавших в блокадном Ленинграде во время блокады города нацистскими войсками во время Великой Отечественной войны.

## История
23 января 2018 года в Санкт-Петербурге открылся музей медицины блокадного Ленинграда в Госпитале для ветеранов на Старорусской улице.
Инициаторами создания музея блокадной медицины стали участники общественной организации «Жители блокадного Ленинграда», личное участие в организации экспозиции приняла, в детстве пережившая блокаду, профессор, доктор медицинских наук Татьяна Голубева, автор книг о блокаде.
Экспозиция музея рассказывает, как в дни блокады медики не прекращали оказывать помощь горожанам, ходили на вызовы, работали в медпунктах — на предприятиях, в госпиталях, ухаживали за ослабевшими соседями.
Материалы для экспозиции музея были собраны за два месяца. Блокадники приносили всё, что осталось с тяжёлых времён блокадного периода — документы и фотографии, личные вещи. В музее собраны медицинские артефакты времён войны, биографии медицинских работников горздравотдела блокадного Ленинграда, хлебные карточки, книги военного времени, архивные документы. Один из самых ценных экспонатов  кусок — блокадного хлеба.

## Описание
Музей открылся в здании центра, открытого для жителей блокадного Ленинграда — в Клинической городской больнице № 46 Святой Евгении. В этом здании в годы Великой Отечественной войны располагался 51-й эвакогоспиталь, в котором находились на излечении раненые бойцы Волховского и Ленинградского фронтов.
Экспозиция музея пополняется, ветераны обратились с просьбой к жителям Санкт-Петербурга и Ленинградской области: оставить о блокаде память для потомков и принести в музей любые экспонаты военного времени, поделиться воспоминаниями
О военных медиках в блокадном Ленинграде также открыта экспозиция Военно-медицинского музея в выставочном зале «Гуманное оружие Победы», где собраны материальные свидетельства о медиках и медицине осаждённого города и Ленинградского фронта: инструменты, личные вещи, фотографии и документы. В музее проходят выставки «Дни блокадной памяти».